# Morti nel 1233
| Questa pagina contiene informazioni ricavate automaticamente dalle voci biografiche con l'ausilio del template Bio e di un bot. L'aggiornamento è periodico e automatico e ricostruisce completamente la pagina. Se manca una persona in questa lista, sei pregato di non aggiungerla, ma accertati piuttosto che la sua voce biografica contenga il template Bio e che i dati anagrafici siano correttamente compilati. Se il template Bio manca, inseriscilo tu stesso o, in alternativa, metti l'avviso {{tmp\|Bio}} che ne segnala la mancanza. Se i dati riportati sono sbagliati, correggi direttamente la voce biografica; le modifiche saranno visibili in questa lista entro pochi giorni. Per chiarimenti vedi il progetto biografie. La lista contiene solo le 21 persone che sono citate nell'enciclopedia e per le quali è stato implementato correttamente il template Bio. Pagina aggiornata al 18 lug 2025. |

- 6 gennaio - Matilda di Chester, nobildonna britannica (n. 1171)
- 1º marzo - Tommaso I di Savoia, conte (n. 1178)
- 26 luglio - Ferdinando del Portogallo, conte (n. 1188)
- 26 luglio - Vilbrando di Oldenburg, vescovo cattolico tedesco
- 30 luglio - Corrado di Marburgo, presbitero e teologo tedesco
- 8 ottobre - Ugo Canefri, religioso italiano
- 22 ottobre - Fujiwara no Shunshi, imperatrice giapponese (n. 1219)
- 22 novembre - Elena di Danimarca, principessa danese
- Alice di Monferrato, nobile italiana
- Giovanni Apocauco, vescovo ortodosso bizantino
- Ali Ibn al-Athir, storico curdo (n. 1160)
- Boemondo IV d'Antiochia, nobile (n. 1172)
- Bertran de Born lo Filhs, trovatore francese
- Cristiano II di Oldenburg, nobile tedesco
- Freidank, poeta tedesco
- Iolanda di Courtenay, regina (n. 1197)
- Simon de Maugastel, patriarca cattolico e politico francese
- Oldrado da Tresseno, politico italiano
- Pellegrino da Falerone, religioso italiano
- Gabriele III da Camino, nobiluomo e politico italiano
- Benedetta di Cagliari, nobile italiana (n. 1194)